# 索斯機械獸WILD
《索斯機械獸WILD》（ZOIDS WILD）是OLM製作的日本電視動畫作品，改編自多美旗下索斯機械獸模型系列，是第5套索斯機械獸動畫，並於2018年7月7日開始在每日放送和日本新聞網播出，並會進行跨媒體製作，推出漫畫、模型系列、街機遊戲、官方手機應用，同時任天堂Switch平台亦會推出遊戲新作。
第2期《索斯機械獸WILD ZERO》於2019年10月4日起改在東京電視網播放。受「2019冠状病毒病疫情」对日本的電視產業影响，《狂野爆發ZERO》的第33話及後續集數延期至2020年6月19日開始播出。與《狂野爆發》劇情完全無關，是平行世界。

## 故事簡介
索斯機械獸WILD（第1期）
「索斯獸」被評為擁有金屬身軀、動物本能的最強機械生命體。是先古時代留下來的高科技遺產，具有遠古猛獸的外形和復雜的生物機能的鋼鐵戰士。牠們活躍的時代是處於生態系頂點，部份人類將牠們的骨骸從地底挖掘並復原。當人類與「索斯獸」能夠人機融為一體時，「索斯獸」便可以使出「本能解放」的特別能力，進而施展必殺技。
邪惡的死亡金屬帝國挖掘並控制了大部分的索斯機獸，企圖稱霸地球。少年嵐和他的索斯機獸搭檔“狂野白獅”在尋找“古大秘寶Z”的過程中，與同樣充滿正義感的個性迥異的小伙伴們相遇相知，一起組成強大的團隊與邪惡的死亡金屬帝國鬥爭！
索斯機械獸WILD ZERO（第2期）
高智慧行星ZI瀕臨毀滅，居民逃離自己的家園，奔向地球。在旅途中內戰爆發，宇宙船墜毀在地球，索斯機械獸散落在地球的各個角落，危害人間。少年里奧遇見了握有神秘力量的少女莎莉，帶着機械獸夥伴踏上拯救地球的征途。

## 登場人物

### WILD

#### 主要人物
嵐（聲：小野賢章、金田晶（幼少期）（日本）；胡家豪、何寶珊（幼年）（香港）；賈文安（台灣））
自由團領導者，頭髮（劉海）具有特徵性的「Z」形狀，拍檔是狂野白獅。
希望能與父親雷一樣成為索斯獸獵人，所以去捕捉鍬甲獸卻失敗，被煙肉與尖牙猛虎拯救。在森林遇上從死亡金屬帝國逃出來的索斯獸狂野白獅，並以真試打動了對方，成功跟牠做了同伴一起對付敵人。
煙肉（聲：櫻井孝宏（日本）；李鎮然（香港）；賴緯（台灣））
Supreme團領導者。拍檔是尖牙猛虎。被蓋勒格殺死。
通心粉（聲：小松未可子（日本）；葉曉欣（香港）；陳貞伃（台灣））
自由團成員，拍檔是沙漠毒蠍，擅長索斯獸的噴塗和保養。賺取獎金的旅行途中，與嵐相遇並成為了同伴。團隊標誌就是她設計。
飯糰（聲：小櫻悅子（日本）；廖杏茵（香港）；高嘉鎂（台灣））
自由團成員，拍檔是轟擊戰龜。索斯獸狂熱愛好者，持有非常豐富的索斯獸相關知識，因而稱呼為索斯獸博士。
餃子（聲：木村昴（日本）；劉奕希（香港）；賴緯（台灣））
自由團成員，拍檔是突擊三角龍。
Drake（聲：石川界人（日本）；鍾見麟（香港）；鈕凱暘（台灣））
死亡金屬四天王之一，外號「瞬擊之Drake」。第50話成為自由團成員，拍檔是殺戮速龍。

#### Freedom隊
食鹽（聲：內田雄馬、大地葉（幼少期）（日本）；黃積權（香港）；張至超（台灣））
自由團成員，拍檔是狩獵蒼狼。索斯獸賞金獵人。
羊羹（聲：小清水亞美（日本）；曾佩儀（香港）；高嘉鎂（台灣））
自由團成員，拍檔是死亡蜘蛛。

#### Supreme團
醬汁（聲：小清水亞美（日本）；吳羨婷（香港）；高嘉鎂（台灣））
Supreme團成員，拍檔是獨角仙。
糖果（聲：生田鷹司（日本）；曹啟謙（香港）；鈕凱暘（台灣））
Supreme團成員，拍檔是獨角仙。
牛油果（聲：木村隼人（日本）；周倚天（香港）；鈕凱暘（台灣））
Supreme團成員，拍檔是重甲龍。
大蒜（聲：西山宏太朗（日本）；陳灝瑋（香港）；夏治世（台灣））
Supreme團成員，拍檔是厚頭龍。
黑糖（聲：桐本拓哉（日本）；（香港）；夏治世（台灣））
Supreme團成員，拍檔是長頸巨龍。

#### 死亡金屬帝國
蓋勒格（聲：關智一（日本）；麥皓豐（香港）；夏治世（台灣））
死亡金屬帝國的帝皇，使用殺戮速龍（指揮官機）、死亡暴龍。
魚子醬（聲：奈良徹（日本）；李致林（香港）；賴緯（台灣））
死亡金屬四天王之一，外號「狡猾之魚子醬」，使用猛噬帝鱷。
鵝肝（聲：小山力也（日本）；鄧志堅（香港）；賴緯（台灣））
死亡金屬四天王之一，外號「原始之鵝肝」，使用鐵拳金剛。
松露（聲：檜山修之（日本）；馮錦堂（香港）；彭彥錚（台灣））
死亡金屬四天王之一，外號「奇策之松露」，使用利鋸劍龍、脈衝異齒龍。
藠頭（聲：矢部雅史（日本）；招世亮（香港）；鈕凱暘（台灣））
蘇迪斯（聲：內匠靖明（日本）；陳卓智（香港）；鈕凱暘（台灣））
扎馬斯（聲：遠藤大輔（日本）；梁偉德（香港）；夏治世（台灣））
亞查斯（聲：岡林史泰（日本）；張方正（香港）；賴緯（台灣））
Happy（聲：北田理道（日本）；李錦綸（香港）；賴緯（台灣））
Lucky（聲：布萊德庫特·莎拉·惠美（日本）；鄭麗麗（香港）；陳貞伃（台灣））
Wookiee（聲：濱添伸也（日本）；李致林（香港）；夏治世（台灣））
馬卡羅尼（聲：加藤將之（日本）；招世亮（香港））
竹輪（聲：奈良徹（日本）；蕭徽勇（香港））

#### 其他
雷（聲：桐本拓哉（日本）；雷霆（香港））
颱風（聲：梅津秀行（日本）；張炳強（香港）；夏治世（台灣））
酸辣湯（聲：三森鈴子（日本）；陳皓宜（香港））
度哈（聲：多田野曜平（日本）；黃子敬（香港））
玉葷（聲：高橋未奈美（日本）；李安邦（香港））
羊棲菜（聲：村田太志（日本）；李凱傑（香港））
嘉倫（聲：藤原夏海（日本）；凌晞（香港））
普卡（聲：宮澤正（日本）；陳永信（香港））
蟲仙人（聲：山口勝平（日本）；劉昭文（香港））
梳乎厘、果仁、番茄（聲：中川翔子、高垣彩陽、戶松遙（日本）；曾秀清、李潤知、何璐怡（香港））
辣油（聲：悠木碧（日本）；凌晞（香港））

### ZERO

#### 主要人物
里奧·干納杜（聲：野上翔（日本）；黃積權（香港）；錢欣郁（台灣））
ZERO篇的主角，祖舒亞·干納杜的兒子，於新地球曆30年與巴斯一起做運輸業的少年，拍檔是由自己掘出來的索斯獸野獸白獅。受莎莉的吊墜影響，導致右手手臂出現金屬化現象。
莎莉·藍度（聲：千田葉月（日本）；陳皓宜（香港）；林沛笭（台灣））
巴斯·加連加姆（聲：保村真（日本）；鄧志堅（香港）；張騰（台灣））
祖·愛絲（聲：日笠陽子（日本）；劉惠雲（香港））
共和國軍少校。
克里斯托弗·基拿（聲：增田俊樹（日本）；張預東→鍾見麟（香港））
以殲滅一個師團實績而於帝國中擁有「赤色死神」之稱的帝國軍中尉，是使用索斯獸狙擊翼龍的皇牌駕駛員。
賓·布拉特（聲：古川慎（日本）；李致林（香港））
曾為帝國軍的二等中士。拍檔為隱形索斯獸神槍飛狐。

#### 共和國
克萊姆·迪亞斯（聲：三上哲（日本）；關令翹（香港））
摩根·格勒圖（聲：土師孝也（日本）；葉振聲（香港））
舒莉·亨特（聲：淺野麻由美（日本）；詹健兒（香港））
丹因·基斯活（聲：江原正士（日本）；盧國權（香港））
古勞特（聲：山本匠馬（日本）；李鎮然（香港））
積克·那蒙（聲：興津和幸（日本）；張方正（香港））

#### 帝國，真帝國
歴克（聲：岸尾大輔（日本）；陳耀楠（香港）；孟慶府（台灣））
舒爾（聲：濱田賢二（日本）；劉昭文→招世亮（香港））
道格拉斯·艾杜之（聲：三木真一郎（日本）；蘇強文（香港））
哥林斯（聲：速水獎（日本）；招世亮（香港））
法蘭克·藍度博士（聲：稻葉實（日本）；朱子聰→雷霆（香港））
洛克斯（聲：三宅健太（日本）；蕭徽勇→陳卓智（香港））
史比基（聲：高橋廣樹（日本）；陳欣（香港））
祖拿芬·雲遜·史加爾/莊拿芬·雲遜·史加爾（聲：堀內賢雄（日本）；陳永信（香港））
費安娜（聲：古賀葵（日本）；吳羡婷→黃昕瑜（香港））
吉恩·埃萊希努·莉奈（聲：大本真基子（日本）；成瑤孆（香港））
漢娜·梅比爾（聲：內田真禮（日本）；葉曉欣（香港））

#### 其他
華特·波曼（聲：安原義人（日本）；張炳強（香港））
艾特·邁爾斯（聲：高木涉（日本）；李錦綸（香港））
伊力杜娜·基特（聲：朴璐美（日本）；曾秀清（香港））
狄尼斯·尼爾遜（聲：浪川大輔（日本）；梁偉德（香港））

## 登場索斯獸
ZW01狂野白獅
ZW02殺戮速龍
ZW03獨角仙
ZW04沙漠赤蠍
ZW05轟擊戰龜
ZW06猛噬帝鱷
ZW07鍬甲獸
ZW08長頸巨龍
ZW09猛禽龍
ZW10鐵拳金剛
ZW11突擊三角龍
ZW12死亡暴龍
ZW13具足蟲獸
ZW14利鋸劍龍
ZW15覺醒狂野白獅
ZW16狩獵蒼狼
ZW17蠶蛾戰車
ZW18死亡蜘蛛
ZW19尖牙猛虎
ZW20脈衝異齒龍
ZW21重甲龍
ZW22殺戮速龍（指揮官機）
ZW23雙冠龍
ZW24厚頭龍
ZW25野獸白獅
ZW26重砲狂牛
ZW27利爪迅猛龍
ZW28箭砲鱷龜
ZW29狙擊翼龍
ZW32電光戟龍
ZW33血鋸魔龍
ZW34神槍飛狐
ZW35闇影黑豹
ZW36裝甲金獅
ZW37赤刃鍬形蟲
ZW38奧米伽暴龍
ZW39音速飛鳥
ZW42殺手螳螂
ZW43零之魅影獸
ZW44零之危機獸

## 電視動畫

### 主題曲
第1期
片頭曲
「Starting Over」（第1話－第13話）
填詞、作曲：新井弘毅，編曲：新井弘毅、トオミヨウ，主唱：DISH//
「Defiance」（第14話－第26話）
填詞：森若香織，作曲：，編曲：佐久間誠，主唱：金在中
「Sky Flight」（第27話－第38話）
填詞：Skypeace，作曲：宮川拓、Skypeace，編曲：宮川拓，主唱：Skypeace
（第39話－第50話）
填詞、作曲：堀江晶太，編曲：堀江晶太、PENGUIN RESEARCH，主唱：PENGUIN RESEARCH
片尾曲
（第1話－第13話）
填詞、作曲：堀江晶太，編曲：堀江晶太、PENGUIN RESEARCH，主唱：PENGUIN RESEARCH
「blue moon」（第14話－第26話）
填詞：中川翔子、meg rock，作曲、編曲：加賀山長志，主唱：中川翔子
（第27話－第38話）
填詞：葉澄草子，作曲：鴇崎聰，編曲：Akihito Tanaka、Seiji Motoyama，主唱：noovy
「best friends」（第39話－第49話）
填詞：yozuca*，作曲：黑光雄輝，編曲：矢鴇司（Arte Refact），主唱：Sphere
插入曲
「WILD BLUE」（除第36話及第42話以外的所有話數，第50話作為片尾曲使用）
填詞、作曲：堀江晶太，編曲：堀江晶太、PENGUIN RESEARCH，主唱：PENGUIN RESEARCH
第2期
片頭曲
「blue blue blue」（第1話－第24話）
填詞、作曲、編曲：福島由也，主唱：Ivy to Fraudulent Game
第1話作為插入曲使用
「Player」（第25話－第50話）
填詞、作曲：高津戶信幸，編曲：MAGIC OF LiFE，主唱：MAGIC OF LiFE
片尾曲
（第1話－第12話）
填詞：柊木七音，作曲、編曲：廣中，音樂製作人：島崎貴光，主唱：千田葉月
（第13話－第24話）
填詞、音樂製作人：Junxix.，填詞：17、Mr.Routine、Keisuke Koyama，編曲：Keisuke Koyama，主唱：荒井麻珠
（第25話－第37話）
填詞、作曲：H△G，編曲：Anthurium，主唱：H△G
（第38話－第50話）
填詞：柊木七音，作曲・編曲：廣中トキワ，主唱：千田葉月

### 各話列表
| 話數          | 日文標題 | 中文標題                         | 劇本       | 分鏡                                  | 演出                         | 作畫監督                                                                            | 總作畫監督                     |
| 第1期         | 第1期    | 第1期                            | 第1期      | 第1期                                 | 第1期                        | 第1期                                                                               | 第1期                          |
| ------------- | -------- | -------------------------------- | ---------- | ------------------------------------- | ---------------------------- | ----------------------------------------------------------------------------------- | ------------------------------ |
| 第1話         |          | 本能解放，狂野白獅               | 廣田光毅   | 須藤典彥 深澤幸司                     | 牧俊治                       | 岡田繪里香、宮井加奈                                                                | 高橋瑞香                       |
| 第2話         |          | 來襲，死亡金屬                   | 廣田光毅   | 大宙征基                              | 福元新一                     | 菅原浩喜、相原理沙 漢人寬子                                                         | 高橋瑞香                       |
| 第3話         |          | 覺醒吧，索斯獸之王的驕傲               | 廣田光毅   | 飯村正之                              | 飯村正之                     | In Tae Sun、Kim Dae Hoon                                                            | 高橋瑞香                       |
| 第4話         |          | 強敵！死亡金屬四天王             | 筆安一幸   | 飯島正勝                              | 岡本惠里香                   | 宍戸久美子                                                                          | 高橋瑞香                       |
| 第5話         |          | 抓緊寶藏，蠍子之女               | 赤尾凸     | 奥田誠治                              | 比久保弘之                   | 柏木信弘、向山祐治 門智昭                                                           | 高橋瑞香                       |
| 第6話         |          | 祭典中的決鬥！狂野白獅對長頸巨龍 | 加藤還一   | 大宙征基                              | 古賀一臣                     | 田內亞矢子                                                                          | 高橋瑞香                       |
| 第7話         |          | 怪龜，他是索斯獸博士                   | 十川誠志   | 高橋直人                              | 上原秀明                     | 宮井加奈、角谷知美 岡田繪里香                                                       | 高橋瑞香                       |
| 第8話         |          | 激鬥！再戰殺戮速龍               | 廣田光毅   | 砂和寬德                              | 藤本義孝                     | 横松雄馬、秋元勇一 宍戸久美子                                                       | 高橋瑞香                       |
| 第9話         |          | 神秘，能夠治癒索斯獸的少年             | 十川誠志   | 砂和寬德                              | 北村翔太郎                   | 宍戸久美子、本田隆 田口廣一、横松雄馬 中山裕美、田中康勝                            | 高橋瑞香                       |
| 第10話        |          | 強烈！搞氣氛和賺錢和突擊三角龍   | 筆安一幸   | 大宙征基                              | 福元新一                     | 菅原浩喜、相原理沙 漢人寬子                                                         | 高橋瑞香                       |
| 第11話        |          | 突擊，恐怖都市監獄               | 加藤還一   | 吉村文宏                              | 關大                         | 多田和春、櫻井木之實 Jumondou Soul                                                  | 高橋瑞香                       |
| 第12話        |          | 狡猾的陷阱！狂野白獅的危機       | 赤尾凸     | 砂和寬德                              | 淺見松雄                     | In Tae Sun、Kim Dae Hoon                                                            | 高橋瑞香                       |
| 第13話        |          | 史上最狂索斯獸，死亡暴龍               | 廣田光毅   | 中重俊祐                              | 牧俊治                       | 岡田繪里香、宮井加奈                                                                | 高橋瑞香                       |
| 第14話        |          | 失控！阿嵐的怒吼                 | 十川誠志   | 砂和寬德                              | 古賀一臣                     | 田内亞矢子                                                                          | 高橋瑞香                       |
| 第15話        |          | 對手？天才索斯獸獵人                   | 十川誠志   | 北村翔太郎                            | 上原秀明                     | 細山正樹                                                                            | 高橋瑞香                       |
| 第16話        |          | 阿嵐的危機！悲哀的獎金獵人       | 赤尾凸     | 紅優                                  | 石田暢                       | 角谷知美、松村康功 小菅和久、黑田和也                                               | 高橋瑞香                       |
| 第17話        |          | 原始的恐怖，站起來，沙漠赤蠍     | 筆安一幸   | 紅優                                  | 北村翔太郎                   | 宍戸久美子、横松雄馬 宮井加奈                                                       | 高橋瑞香                       |
| 第18話        |          | 守護！尋寶大作戰                 | 加藤還一   | 砂和寬德                              | 池田重隆                     | 菅原浩喜、相原理沙 漢人寬子、小川一郎                                               | 高橋瑞香                       |
| 第19話        |          | 決戰，襲擊蓋勒格                 | 廣田光毅   | 砂和寬德                              | 中野彰子                     | 中野彰子                                                                            | 高橋瑞香                       |
| 第20話        |          | 強制解放！死亡暴龍               | 廣田光毅   | 深澤幸司                              | 北村翔太郎                   | 岡田繪里香、Anihouse Sun                                                            | 高橋瑞香                       |
| 第21話        |          | 傳說中的仙人！恐怖的入門考試     | 高木聖子   | 砂和寬德                              | 古賀一臣                     | 田內亞矢子                                                                          | 高橋瑞香                       |
| 第22話        |          | 飛吧，狂野白獅 打起精神繼續修行  | 十川誠志   | 筆坂明規                              | 中西陽介                     | 古林杏子、櫻井正明 飯飼一幸、谷口義明 加藤初重、園田高明 宮井加奈                   | 高橋瑞香                       |
| 第23話        |          | 慟哭 被雨沾濕的龍爪              | 十川誠志   | 飯島正勝                              | 小野田雄亮                   | 金海淑、In Tae Sun Jo Young Joo                                                     | 高橋瑞香                       |
| 第24話        |          | 重遇歡樂的拜金男                 | 赤尾凸     | 上原秀明                              | 上原秀明                     | 村上李香、田口廣一 五十嵐優花、宮井加奈 松村康功                                    | 高橋瑞香                       |
| 第25話        |          | 妹妹！三角龍的怒吼               | 筆安一幸   | 紅優                                  | 福元新一                     | 菅原浩喜、相原理沙 漢人寬子、宮井加奈                                               | 高橋瑞香                       |
| 第26話        |          | 在廣闊的世界勇往直前             | 廣田光毅   | 牧俊治                                | 牧俊治                       | 宍戸久美子                                                                          | 高橋瑞香                       |
| 第27話        |          | 燃燒吧！速遞員的尊嚴             | 高木聖子   | 鳥井聖美                              | 境隼人                       | 松林志穗美、栗林裕明 本田隆                                                         | 高橋瑞香                       |
| 第28話        |          | 高傲的少年在大地上奔馳           | 加藤還一   | 砂和寬德                              | 古賀一臣                     | 田內亞矢子                                                                          | 高橋瑞香                       |
| 第29話        |          | 驚訝！第二形態                   | 十川誠志   | 飯島正勝                              | 北村翔太郎                   | 岡田繪里香、松村康功 宮井加奈                                                       | 高橋瑞香                       |
| 第30話        |          | 心中的痛楚，過去與毒針           | 筆安一幸   | 內藤明吾                              | 津田義三                     | 小川一郎、川口弘明                                                                  | 高橋瑞香                       |
| 第31話        |          | 爭奪！大遺跡的秘寶               | 赤尾凸     | 上原秀明                              | 上原秀明                     | In Tae Sun、Kim Dae Hoon Jo Yong Joo                                                | 本田隆                         |
| 第32話        |          | 男人的志氣！不可以輸的兩個人     | 十川誠志   | 砂和寬德                              | 福元新一                     | 菅原浩喜、相原理沙 漢人寬子                                                         | 高橋瑞香                       |
| 第33話        |          | 隨波逐流 瞬間攻擊與索斯獸博士          | 高木聖子   | 飯島正勝                              | 中野彰子                     | 中野彰子                                                                            | 本田隆 村上李香                |
| 第34話        |          | 動搖，二人之間的情誼             | 十川誠志   | 北村翔太郎                            | 北村翔太郎                   | In Tae Sun、Kim Dae Hoon Jo Yong Joo、Kwon Yong Sang 片山美和                       | 村上李香 高橋瑞香 本田隆       |
| 第35話        |          | 奇怪的眼睛 操縱絲線的美女        |            | 深澤幸司 飯島正勝 北村翔太郎 古賀一臣 | 古賀一臣                     | 田內亞矢子                                                                          | 村上李香                       |
| 第36話        |          | 齊集，死亡金屬帝國四天王         | 廣田光毅   | 砂和寬德                              | 松本義久                     | 宍戸久美子、松村康功 岡田繪里香                                                     | 高橋瑞香                       |
| 第37話        |          | 激鬥，戰友的回歸                 | 廣田光毅   | 深澤幸司                              | 香味豐                       | In Tae Sun、Kim Dae Hoon Kwon Yong Sang                                             | 高橋瑞香                       |
| 第38話        |          | 四天王！暫時休息                 | 廣田光毅   | 牧俊治                                | 牧俊治                       | 宮井加奈                                                                            | 高橋瑞香                       |
| 第39話        |          | 訣別，再見了，朋友               | 筆安一幸   | 飯島正勝                              | 福元新一                     | 菅原浩喜、相原理沙 漢人寬子、宇都木勇                                               | 高橋瑞香                       |
| 第40話        |          | 奔跑吧！膽小鬼的自豪             | 加藤還一   | 上原秀明                              | 腰繁男                       | 北島勇樹、壽夢龍 江原小百合、宇都木勇                                               | 高橋瑞香                       |
| 第41話        |          | 兩個女人，最強的一對             | 赤尾凸     | 澤井幸次                              | 中野彰子                     | 中野彰子、本田隆 宍戸久美子、松村康功 宮井加奈、岡田繪里香                          | 村上李香 本田隆                |
| 第42話        |          | 強襲！黎明的Drake                | 十川誠志   | 飯島正勝                              | 粟井重紀                     | 田內亞矢子                                                                          | 高橋瑞香                       |
| 第43話        |          | 狩獵索斯獸，男人的約定                 | 高木聖子   | 砂和寬德                              | 北村翔太郎                   | Kim Dae Hoon、In Tae Sun Kwon Yong Sang、Kim Yong Sub Won Eun Sook、本田隆 田中康勝 | 村上李香                       |
| 第44話        |          | 吶喊！壯烈的友情                 | 伊予久直人 | 牧俊治                                | 牧俊治                       | 宍戸久美子、岡田繪里香                                                              | 高橋瑞香                       |
| 第45話        |          | 重逢！我的父親                   | 筆安一幸   | 上原秀明                              | 上原秀明                     | In Tae Sun、Kim Dae Hoon Kim Yong Sub、Kwon Yong Sang Joung Jin Young               | 村上李香 本田隆                |
| 第46話        |          | 勝負，阿嵐對Drake                | 加藤還一   | 紅優                                  | 福元新一                     | 相原理沙、漢人寬子 宇都木勇                                                         | 高橋瑞香                       |
| 第47話        |          | 共鬥！Double Wild Blast          | 十川誠志   | 砂和寬德                              | 腰繁男                       | 北島勇樹、壽夢龍 江原小百合、宇都木勇                                               | 村上李香                       |
| 第48話        |          | 前進，向著各自的道路             | 赤尾凸     | 飯島正勝                              | 中野彰子                     | 中野彰子                                                                            | 高橋瑞香、本田隆 村上李香      |
| 第49話        |          | 最終決戰！死亡金屬帝國           | 廣田光毅   | 紅優                                  | 粟井重紀                     | 田內亞矢子                                                                          | 村上李香                       |
| 第50話        |          | 結下通往未來的情誼               | 廣田光毅   | 須藤典彥 深澤幸司 北村翔太郎          | 須藤典彥 深澤幸司 北村翔太郎 | 宮井加奈、宍戸久美子 松村康功、岡田繪里香 本田隆                                    | 村上李香 高橋瑞香              |
| 第2期（ZERO） |          |                                  |            |                                       |                              |                                                                                     |                                |
| 第1話         |          | 誕生！野獸白獅                   | 荒木憲一   | 加戶譽夫                              | 牧俊治                       | 宮井加奈、渡部由紀子                                                                | 坂崎忠                         |
| 第2話         |          | 爆裂的武器庫！箭砲鱷龜           | 荒木憲一   | 內藤明吾                              | 石田英人                     | 村上李香、浦島美紀 古德真美、壽夢龍                                                 | 宮井加奈                       |
| 第3話         |          | 飛不起來的獅子                   | 山下憲一   | 森健                                  | 村上勉                       | 櫻井拓郎、飯飼一幸                                                                  | 坂崎忠、渡部由紀子             |
| 第4話         |          | 死守索斯獸遺跡吧！                     | 金卷兼一   | 飯島正勝                              | 鈴木琢磨                     | 金正男、小林一三 PARK MA KANG                                                       | 宮井加奈、村上李香             |
| 第5話         |          | 背叛的神槍飛狐                   | 丸川直子   | 內藤明吾                              | 鈴木勇真                     | 迎千葉瑠、今泉龍太 河本華穗、平野翔 森谷春樹、鈴木勇真                              | 坂崎忠、渡部由紀子             |
| 第6話         |          | 惡魔之翼！狙擊翼龍               | 荒木憲一   | 加戶譽夫、阿部雅司                    | 秦義人                       | 長谷川一生、松村康功                                                                | 村上李香、宮井加奈             |
| 第7話         |          | 重奪白獅大作戰！                 | 金卷兼一   | 森健                                  | 福元新一                     | 渡部由紀子                                                                          | 相原理沙 漢人寬子 菅原浩喜     |
| 第8話         |          | 猛擊的重型戰車！重砲狂牛         | 荒木憲一   | 內藤明吾                              | 中野彰子                     | 中野彰子                                                                            | 村上李香、宮井加奈             |
| 第9話         |          | 向天怒吼！白獅的反擊！！         | 山下憲一   | 石田英人                              | 山井紗也香                   | 土信田和幸 平良哲朗 佐藤陵                                                          | 渡部由紀子                     |
| 第10話        |          | 飛狐的捕獲命令                   | 丸川直子   | 內藤明吾                              | 津田義三                     | 長谷川一生 佐藤瑞基 壽夢龍 北島勇樹                                                 | 柴田篤史、五十嵐優花           |
| 第11話        |          | 灼熱的破壞龍 血鋸魔龍復活！      | 荒木憲一   | 飯島正勝                              | 藪內悠                       | 垣內彩子 櫻井拓郎 Studio EverGreen                                                  | 渡部由紀子                     |
| 第12話        |          | 無敵的咆哮！血鋸魔龍！           | 金卷兼一   | 內藤明吾                              | 小野田雄亮                   | 青柳健二 小林一三 Zhao Xiao Chuan Chen Jie Qiong                                    | 村上李香、宮井加奈             |
| 第13話        |          | 漆黑的魔獸！闇影黑豹！           | 荒木憲一   | 青山弘                                | 黑田晃一郎                   | 迎千葉瑠、今泉龍太 河本華穗、平野翔 森谷春樹、野村美織 渡邊一平太                   | 坂崎忠、渡部由紀子             |
| 第14話        |          | 超進化！野獸白獅！！             | 山下憲一   | 秦義人                                | 秦義人                       | 本田隆 松村康功 渡部由紀子                                                          | 村上李香、宮井加奈             |
| 第15話        |          | 追擊破壞龍，血鋸魔龍             | 丸山直子   | 牧俊治                                | 牧俊治                       | 五十嵐優花 柴田篤史                                                                 | 渡部由紀子                     |
| 第16話        |          | 徹底研究！這就是裝甲金獅！       | 金卷兼一   | 內藤明吾                              | 鈴木勇真                     | 服部憲知 CHA MYOUNG JUN KU JA CHEON                                                 | 村上李香、宮井加奈             |
| 第17話        |          | 逃亡者 波曼                      | 荒木憲一   | 加戶譽夫                              | 加戶譽夫                     | 渡部由紀子                                                                          | 坂崎忠                         |
| 第18話        |          | 琥珀的大鉗！赤刃鍬形蟲出擊！     | 荒木憲一   | 森健                                  | 割田圭介                     | 園瀨基、櫻井拓郎 Studio EverGreen                                                   | 村上李香、宮井加奈             |
| 第19話        |          | 孤島上的爭奪戰                   | 山下憲一   | 西森章                                | 黑田晃一郎                   | 迎千葉瑠、今泉龍太 平野翔、森谷春樹 片岡惠美子、渡邊一平太                          | 坂崎忠、渡部由紀子             |
| 第20話        |          | 再生方塊之村                     | 荒木憲一   | 佐藤和磨                              | 佐藤和磨                     | 關本美穗、松村康功                                                                  | 宮井加奈、村上李香             |
| 第21話        |          | 超越時空的記憶                   | 金卷兼一   | 神谷純                                | 牧俊治                       | 五十嵐優花、本田隆                                                                  | 渡部由紀子                     |
| 第22話        |          | 尖牙猛虎的陷阱                   | 丸川直子   | 森健                                  | 福元新一                     | 相原理沙、漢人寬子 菅原浩喜、宇都木勇                                               | 村上李香、宮井加奈             |
| 第23話        |          | 莎莉藍度                         | 荒木憲一   | 內沼菜摘                              | 秦義人                       | 柴田篤史、中谷藍                                                                    | 渡部由紀子                     |
| 第24話        |          | 全副武裝 奧米伽暴龍啟動          | 金卷兼一   | 內藤明吾                              | 割田圭介                     | 櫻井拓郎、垣內彩子 Studio EverGreen                                                 | 村井李香、宮井加奈             |
| 第25話        |          | 荷電粒子砲的威脅                 | 山下憲一   | 森健                                  | 今泉龍太 粂田佳之            | 今泉龍太、平野翔 森谷春樹、加藤義貴 南信一郎                                        | 渡部由紀子                     |
| 第26話        |          | 消失的奧米伽暴龍                 | 荒木憲一   | 西森章                                | 鈴木勇真                     | 岩崎夏奈、松村康功 齋藤香、柴田篤史 本田隆                                          | 宮井加奈、村上李香             |
| 第27話        |          | 黑暗中的決戰 闇影黑豹對神槍飛狐  | 金卷兼一   | 佐藤和磨                              | 佐藤和磨                     | Cha Myoung Jun、渡部由紀子                                                          | 渡部由紀子                     |
| 第28話        |          | 衝突！兩大破壞龍！！             | 荒木憲一   | 大平直樹                              | 大平直樹                     | CHA MYOUNG JUN KU JA CHEON、關本美穗                                                | 宮井加奈、村上李香             |
| 第29話        |          | 暗黑的破壞要塞、醒覺！           | 丸川直子   | 神谷純                                | 福元新一                     | 相原理沙、漢人寬子 菅原浩喜 宇都木勇                                                | 渡部由紀子                     |
| 第30話        |          | 新謝里巴士城之戰                 | 山下憲一   | 加戶譽夫、阿部雅司                    | 牧俊治                       | 宮井加奈、村上李香                                                                  | 五十嵐優花、本田隆             |
| 第31話        |          | 要救出皇帝陛下                   | 川崎裕之   | 森健                                  | 小野田雄亮                   | 河西睦月、中谷藍                                                                    | 渡部由紀子                     |
| 第32話        |          | 叛變者                           | 丸川直子   | 加戶譽夫                              | 加戶譽夫                     | 村上李香                                                                            | 不適用                         |
| 第33話        |          | 毀滅的倒數                       | 荒木憲一   | 內藤明吾                              | 黑田晃一郎 粂田佳之          | 今泉龍太、宇佐美翔平 平野翔、松下純子 迎千葉瑠、森谷春樹                            | 渡部由紀子                     |
| 第34話        |          | 音速的貴族獸！疾風的狩獵蒼狼！   | 金卷兼一   | 西森章                                | 割田圭介                     | 柴田篤史、松村康弘                                                                  | 村上李香、宮井加奈             |
| 第35話        |          | 被盯上的真帝國基地               | 山下憲一   | 森健                                  | 佐藤和磨                     | 福島豐明、李小雷 服部憲知                                                           | 渡部由紀子                     |
| 第36話        |          | 進擊的流浪索斯獸                       | 荒木憲一   | 內藤明吾                              | 鈴木勇真                     | 佐藤哲也、金田榮二 關本美穗                                                         | 村上李香、宮井加奈             |
| 第37話        |          | 奧米伽暴龍 破壞指令！            | 金卷兼一   | 西森章                                | 福元新一                     | 相原理沙、漢人寬子 菅原浩喜、宇都木勇                                               | 渡部由紀子                     |
| 第38話        |          | 超古代                           | 荒木憲一   | 神谷純                                | 內沼菜摘                     | 岸本誠司                                                                            | 村上李香、宮井加奈             |
| 第39話        |          | 130年前的男人                    | 山下憲一   | 森健                                  | 牧俊治                       | 岩崎加奈、WHITE LINE                                                                | 渡部由紀子                     |
| 第40話        |          | 復活的奧米伽暴龍                 | 川崎裕之   | 大平直樹                              | 小野田雄介                   | 中谷藍、河西睦月                                                                    | 村上李香、宮井加奈             |
| 第41話        |          | 黑暗中沉睡的巨龍                 | 丸川直子   | 內藤明吾                              | 割田圭介                     | 本田隆、五十嵐優花                                                                  | 渡部由紀子                     |
| 第42話        |          | 祖舒亞干納杜                     | 荒木憲一   | 佐藤和磨                              | 佐藤和磨                     | 福島豐明、櫻井拓郎 松村康功、柴田篤史 岩崎夏奈、西島圭祐 本田隆                     | 村上李花、宮井加奈             |
| 第43話        |          | 古代皇帝龍零之危機獸             | 金卷兼一   | 森健                                  | 黑田晃一郎 粂田佳之          | 今泉龍太、平野翔 松下純子、南信一郎 迎千葉瑠、森谷春樹                              | 渡部由紀子                     |
| 第44話        |          | 打倒牠！零之危機獸               | 川崎裕之   | 牧俊治                                | 山崎茂                       | 金田榮二                                                                            | 村上李花、宮井加奈             |
| 第45話        |          | 侵略者伊力杜娜                   | 丸山直子   | 加戶譽夫                              | 加戶譽夫                     | 坂崎忠                                                                              | 不適用                         |
| 第46話        |          | 冰上的末端裝置爭奪戰             | 山下憲一   | 大平直樹                              | 福元新一                     | 相原理沙、漢人寬子 菅原浩喜                                                         | 渡部由紀子                     |
| 第47話        |          | 古代皇帝龍最終進化               | 金卷兼一   | 內藤明吾                              | 內沼菜摘                     | 岸本誠司、春川彩子                                                                  | 渡部由紀子                     |
| 第48話        |          | 三大破壞龍！地球最大的決戰！     | 荒木憲一   | 森健                                  | 小野田雄亮                   | 中谷藍、德倉榮一                                                                    | 村上李花、宮井加奈             |
| 第49話        |          | 新海里克毁滅之日                 | 荒木憲一   | 加戶譽夫                              | 割田圭介                     | 柴田篤史、CHA MYOUNG JUN、KU JA CHEON                                               | 渡部由紀子                     |
| 第50話        |          | 到無限大的地球去                 | 荒木憲一   | 牧俊治                                | 牧俊治                       | 五十嵐優香、岩崎夏奈、本田隆                                                        | 村上李花、宮井加奈、渡部由紀子 |

### 播放電視台
| 香港 翡翠台 星期六 10:45 - 11:15 · 2019年4月20日、9月14日、2020年12月26日、2021年2月13日、4月3日暫停播映 | 香港 翡翠台 星期六 10:45 - 11:15 · 2019年4月20日、9月14日、2020年12月26日、2021年2月13日、4月3日暫停播映 | 香港 翡翠台 星期六 10:45 - 11:15 · 2019年4月20日、9月14日、2020年12月26日、2021年2月13日、4月3日暫停播映 |
| --- | --- | --- |
| | 索斯機械獸 激戰本能 （2018年11月10日－2019年11月2日）                                                    | |
| 旋風忍者                                                                                                 | 恐龍的石器時代                                                                                           | |
| 小火車迪迪寶 重播                                                                                        | 索斯機械獸 激戰本能 ZERO （2020年4月18日－2021年4月17日）                                                | 超速變形 重播                                                                                            |

| 臺灣 東森幼幼台 星期日 16:00 - 16:30 | 臺灣 東森幼幼台 星期日 16:00 - 16:30 | 臺灣 東森幼幼台 星期日 16:00 - 16:30 |
| ------------------------------------ | ------------------------------------ | ------------------------------------ |
|                                      | 機獸戰記ZERO （2020年6月28日－）     |                                      |
| 電影時段                             | —                                    |                                      |

## 外部連結
- （日語）Zoid Wild玩具官方網站
- （日語）電視動畫「索斯機械獸WILD」官方網站
- （日語）電視動畫「索斯機械獸WILD ZERO」官方網站
- （日語）ZOIDS【官方】的X（前Twitter）
- （日語）ZOIDS 動畫【官方】的X（前Twitter）